# Arquà Petrarca
Arquà Petrarca [arˈkwa peˈtrarka] é uma comuna italiana da região do Vêneto, província de Pádua, com cerca de 1.876 habitantes. Estende-se por uma área de 12 km², tendo uma densidade populacional de 156 hab/km². Faz fronteira com Baone, Galzignano Terme, Monselice.
Faz parte da rede das Aldeias mais bonitas de Itália.

## Demografia
| Variação demográfica do município entre 1861 e 2011                               |
|                                                                                   |
| Fonte: Istituto Nazionale di Statistica (ISTAT) - Elaboração gráfica da Wikipedia |